# Josef Freinademetz

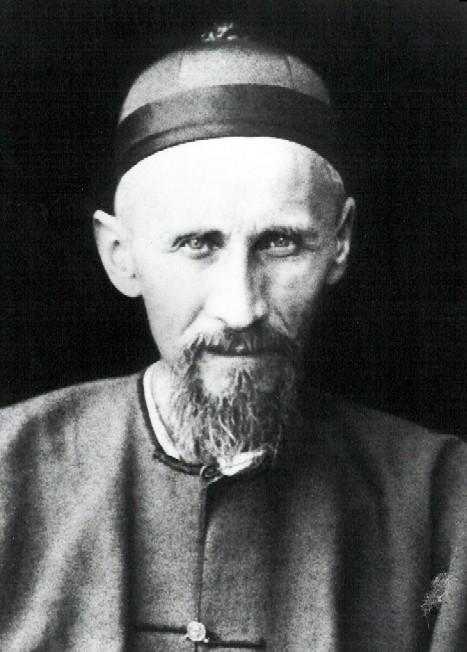
Josef Freinademetz

Josef Freinademetz SVD (ladinisch Ujöp Freinademetz, * 15. April 1852 in Oies, Abtei, Tirol; † 28. Januar 1908 in Taikia, Kaiserreich China) war ein katholischer Ordensmann und Chinamissionar. Er wurde am 5. Oktober 2003 heiliggesprochen. Sein chinesischer Name ist „Shèng Fú Ruòsè“ (聖福若瑟 / 圣福若瑟).

## Leben
Josef Freinademetz wurde in Oies, einem kleinen Weiler mit fünf Häusern in Abtei in den Dolomiten – zu seinen Lebzeiten zu Österreich gehörend, heute in der italienischen Provinz Südtirol – geboren und am selben Tag getauft.
Bereits während seiner Studienzeit im Priesterseminar der Diözese Brixen überlegte er sich, Missionar zu werden. Nach seiner Priesterweihe am 25. Juli 1875 erhielt er die Arbeitsbestimmung für St. Martin in Thurn, nicht weit von seinem Geburtsort entfernt.
Zwei Jahre nach seiner Weihe setzte er sich mit Arnold Janssen in Steyl (Niederlande) in Verbindung, dem Gründer des ersten deutschen Missionshauses, aus dem später die „Gesellschaft des Göttlichen Wortes“ (Steyler Missionare, SVD = Societas Verbi Divini) hervorging. Mit der Erlaubnis seines Bischofs fuhr Josef Freinademetz im August 1878 nach Steyl ins Missionshaus.
Am 2. März 1879 erhielt er das Missionskreuz und machte sich mit einem weiteren Missionar, Johann Baptist von Anzer, auf den Seeweg nach China. Fünf Wochen später verließen die beiden in Hongkong das Schiff und bereiteten sich zwei Jahre lang in der Hafenstadt auf den nächsten Schritt vor. Sie wurden für Süd-Shantung bestimmt, 1881 reisten sie in diese chinesische Provinz, die genau 158 Getaufte unter 12 Millionen Einwohnern zählte.

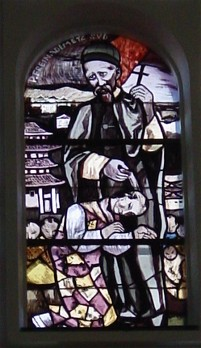
Kirchenfenster gestaltet von Martin Häusle in der Pfarrkirche Liesing

Die folgenden Jahre waren äußerst schwer, geprägt von langen und mühsamen Reisen, Überfällen von Räuberbanden und von zermürbender Arbeit beim Aufbau der ersten christlichen Gemeinden. Doch sobald eine Gemeinde sich einigermaßen entwickelt hatte, hieß der zuständige Bischof die Missionare, dort alles zu verlassen, um an einem anderen Ort wieder neu zu beginnen.
Josef Freinademetz begriff schnell, wie wertvoll die Mitarbeit engagierter Laien für die Erstverkündigung war, vor allem in der Katechese. Deshalb legte er großen Wert auf deren Fortbildung und erstellte ein katechetisches Handbuch in chinesischer Sprache. Daneben widmete er sich, gemeinsam mit Anzer, der inzwischen Bischof geworden war, der Vorbereitung, spirituellen Begleitung und Weiterbildung der chinesischen Priester sowie der anderen Missionare.
Bald wurde er Verwalter der Missionsgebiete, Rektor des Seminars, Spiritual (also geistlicher Leiter) der ersten chinesischen Priester und schließlich Provinzoberer. Sein Leben war geprägt von dem Bemühen, ein Chinese unter Chinesen zu werden. So schrieb er an seine Verwandten: „Ich liebe China und die Chinesen; hier möchte ich sterben und bei ihnen begraben werden.“
Eine Kehlkopferkrankung und der Beginn einer Tuberkulose zwangen Joseph Freinademetz 1898, eine Ruhepause einzulegen. Um sich zu erholen, fuhr er nach Japan.
Im Jahre 1900, nach zwanzigjähriger mühseliger Arbeit in China, lud Pater Arnold Janssen seinen ersten Missionar nach Steyl zum Silbernen Jubiläum der Gesellschaft des Göttlichen Wortes ein. Freinademetz lehnte ab. Es war die Zeit des Boxeraufstandes. In dieser Zeit berichteten zeitgenössische österreichische Medien von der Ermordung von Josef Freinademetz, was sich später jedoch als Falschmeldung herausstellte.
Die in China tätigen deutschen Behörden forderten alle Missionare auf, sich unverzüglich zum Hafen von Tsingtau zu begeben, wo man sie besser beschützen konnte. Joseph Freinademetz entschied sich, auf der Missionsstation in Puoli (heute im Kreis Yanggu der bezirksfreien Stadt Liaocheng) zu bleiben, obwohl er sich der bestehenden Gefahr bewusst war.
Einmal schickte er eine Gruppe Waisenkinder aus dem Landesinneren an die Küste von Tsingtau, wo sie sicher waren, und übergab ihnen einen Brief an die Mitbrüder in Tsingtao, in dem er schrieb: „Sie (d. h. die Waisen) sind auf die Hilfe anderer angewiesen. Haben Sie doch die Freundlichkeit, ihnen weiter zu helfen. In der Situation, in der sie sich befinden, dürfen wir keine Zweifel haben, einige Extraausgaben zu machen, um zu retten, was zu retten ist …“ Und er fügte hinzu: „Ich glaube, es wäre besser, die Pferde zu verkaufen.“
Als der Bischof von Yanzhou, Augustin Henninghaus, wieder einmal nach Europa reisen musste, wurde Josef Freinademetz die Administration der Diözese übertragen. Während dieser Zeit kam es zu einer Typhusepidemie. Freinademetz wurde selbst davon angesteckt.
Er kehrte nach Taikia (heute Daizhuang im Stadtbezirk Rencheng der bezirksfreien Stadt Jining), dem Bischofssitz, zurück und verstarb dort am 28. Januar 1908. Man beerdigte ihn unter der 12. Station des Kreuzweges. Sein Grab wurde schnell zu einem Ort der Verehrung und der Wallfahrt für die Christen.

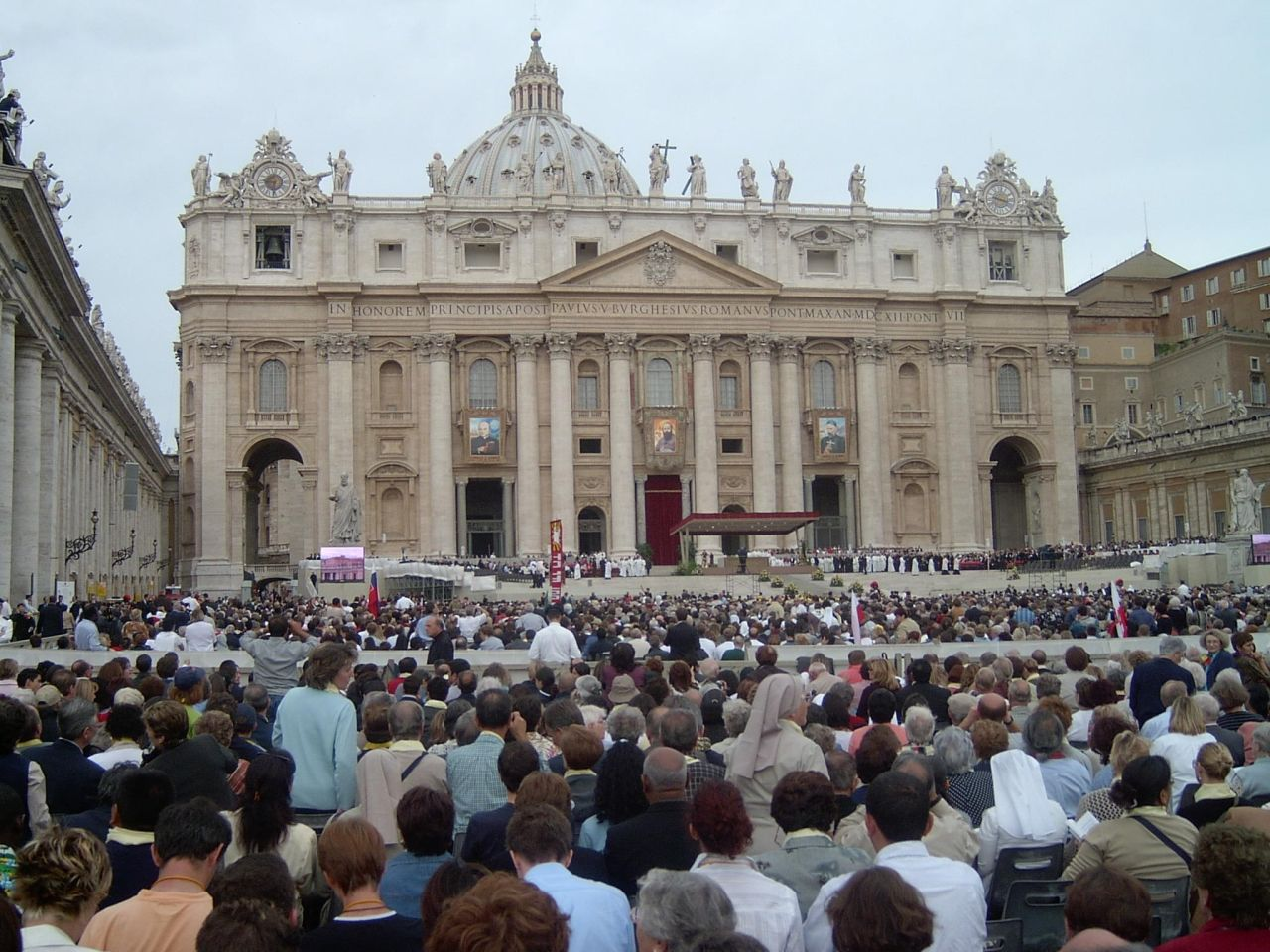
Heiligsprechung von Josef Freinademetz

Sein Wahlspruch war: „Die einzige Sprache, die jeder versteht, ist die Liebe.“

## Seligsprechung und Heiligsprechung
Josef Freinademetz wurde am 19. Oktober 1975 selig- und am 5. Oktober 2003 zusammen mit dem Steyler Ordensgründer Arnold Janssen durch Papst Johannes Paul II. heiliggesprochen. Sein Gedenktag ist der 28. Januar.

## Gedenken
Josef Freinademetz ist die Titelfigur des 2018 in Hongkong in chinesischer Sprache produzierten Musicalfilms St. Joseph Freinademetz: The First Saint to Ever Serve in Hong Kong. Das Drehbuch schrieb und Regie führte die Choreographin Lai Nor Ngan.

## Schriften
- Sanctissimum Novae Legis Sacrificium. Verlag der katholischen Mission, Yenchowfu (China) 1915.
- Berichte aus der China-Mission. (ordensintern als Analecta SVD, Bd. 27, 1973). Collegium Verbi Divini, Romae 1974.
- Relatos de la mision en China. Editorial Verbo Divino, Estella (Navarra) 1976, ISBN 84-7151-199-1.
- Über den Geist der Societas Verbi Divini. (= Analecta SVD, Bd. 40). Collegium Verbi Divini, Romae 1977.
- The Most Holy Sacrifice of the New Covenant. Übersetzt von Stan Plutz SVD, Tagaytay 1980.
- Briefe an die Heimat. Herausgegeben von P. Lothar Janek SVD. Sekretariat Josef Freinademetz, Abtei (BZ) 2009.